# Pequeña Edad de Hielo de la antigüedad tardía
La pequeña edad de hielo de la antigüedad tardía fue un episodio de enfriamiento del hemisferio norte entre los siglos VI y VII, durante el período conocido como antigüedad tardía.

## Descripción
En 2015 se propuso la teoría de la existencia de un período de enfriamiento, y después se confirmó como el intervalo desde el año 536 hasta aproximadamente el año 660. Este período coincide con dos o tres inmensas erupciones volcánicas en los años 536, 539/540 y 547. Se cree que la erupción de 536 fue de un volcán cerca del Ártico, como en Alaska o Islandia.  Se cree que el volcán 539/540 fue el Ilopango en el actual El Salvador.  Otro sitio volcánico sospechoso es la caldera de Rabaul, en el Pacífico occidental, que entró en erupción alrededor del año 540.
Los fenómenos meteorológicos extremos de 535-536 fueron los primeros fenómenos del declive de la temperatura global de un siglo de duración. Un estudio sugirió un enfriamiento global de 3,6F.
La evidencia proviene de una reconstrucción de la temperatura del grupo de trabajo Euro-Med2k del proyecto internacional PAGES (Past Global Changes), utilizando nuevas mediciones de anillos de árboles de las montañas de Altái, que se aproxima a las temperaturas de los Alpes en los últimos dos siglos. Los núcleos de hielo adicionales de Groenlandia y la Antártida muestran aumentos de sulfato, producto de las erupciones volcánicas, en 536 y 539/540.

## Impactos regionales

### Mesoamérica
Se teoriza que la erupción de Ilopango y los subsecuentes eventos climáticos y fallas agrícolas llevaron directamente al abandono de Teotihuacán por los habitantes originales.

### Oriente Medio
Según la investigación realizada por un equipo del Instituto Federal Suizo de Investigación de Birmensdorf, el descenso de las temperaturas hizo que la península arábiga experimentara un drástico aumento de la fertilidad. El aumento de la oferta de alimentos contribuyó a la expansión árabe más allá de la península arábiga en las conquistas islámicas. El período frío también condujo a un aumento de la tensión en el Imperio romano de Oriente y el Imperio persa sasánida, facilitando así la conquista musulmana de Siria y Palestina, la conquista musulmana de Egipto y la conquista musulmana de Persia.
Según investigaciones realizadas por científicos israelíes, a partir del año 540, el tamaño de la población de la ciudad de Haluza en el desierto del Néguev y la cantidad de basura que generaba se redujo enormemente. Haluza albergó decenas de miles de personas durante su apogeo. El mayor declive tuvo lugar hacia mediados del siglo VI, aproximadamente un siglo antes de la conquista islámica. Una posible explicación de la crisis fue la pequeña edad de hielo tardía.

### Región mediterránea
El período de enfriamiento coincidió con la plaga de Justiniano, que comenzó en 541, aunque la conexión entre la plaga y los volcanes todavía es tenue.
La crisis climática más fuerte de la era común golpeó Levänluhta durante el siglo VI después de Cristo, es un sitio arqueológico con los restos de casi cien individuos de la Edad del Hierro encontrados en un entierro de agua en Ostrobotnia, Finlandia. El impacto de la prolongada y fría oscuridad fue devastador para las comunidades europeas que dependían del cultivo.
El período de enfriamiento también contribuyó a las migraciones de los lombardos y los eslavos hacia el territorio romano en Italia y los Balcanes.